# Municipio de Ninnescah (condado de Reno)
El municipio de Ninnescah (en inglés: Ninnescah Township) es un municipio ubicado en el condado de Reno en el estado estadounidense de Kansas. En el año 2010 tenía una población de 226 habitantes y una densidad poblacional de 2,13 personas por km².

## Geografía
El municipio de Ninnescah se encuentra ubicado en las coordenadas 37°46′26″N 97°50′22″O / 37.77389, -97.83944. Según la Oficina del Censo de los Estados Unidos, el municipio tiene una superficie total de 106.03 km², de la cual 78,89 km² corresponden a tierra firme y (25,6 %) 27,15 km² es agua.

## Demografía
Según el censo de 2010, había 226 personas residiendo en el municipio de Ninnescah. La densidad de población era de 2,13 hab./km². De los 226 habitantes, el municipio de Ninnescah estaba compuesto por el 95,13 % blancos, el 0,44 % eran afroamericanos, el 2,21 % eran amerindios, el 1,77 % eran de otras razas y el 0,44 % eran de una mezcla de razas. Del total de la población el 1,33 % eran hispanos o latinos de cualquier raza.